# Amblyseius laselvius
Amblyseius laselvius är en spindeldjursart som först beskrevs av Denmark och Evans 1999.  Amblyseius laselvius ingår i släktet Amblyseius och familjen Phytoseiidae. Inga underarter finns listade i Catalogue of Life.